# Vincenzo Di Betta
Vincenzo Di Betta (Agrigento, 1975) è un cantante, organista e direttore di coro italiano.

## Biografia
Vincenzo Di Betta nasce ad Agrigento il 17 Gennaio del 1975. 
A dieci anni ha la possibilità di provare l'organo a canne della Cattedrale di Agrigento.. 
Intraprende gli studi musicali in organo studiando con il Maestro Mons. Calogero Costanza, organista della Cattedrale di Agrigento e in seguito si perfeziona con il Maestro Franco Vito Gaiezza. 
Termina i suoi studi a Zurigo presso la “Dieterich Buxtehude Scholares” e poi a Palermo in canto lirico, con la cantante lirica Elvira Maiorca. 
Appassionato cultore di musica rinascimentale e barocca italiana ha collaborato con diversi ensemble tra cui l'ensemble Elyma. 
Come cantante lirico a collaborato con i complessi corali del teatro Massimo Bellini di Catania e Accademia Nazionale di Santa Cecilia di Roma. 
Nel 2009 collabora come cantore della Cappella musicale pontificia sistina, sotto il Pontificato di SS. Benedetto XVI. 
Nel 2011 fonda “La Cantoria” ensemble residente in "S.Maria in Portico in Campitelli" Roma, creando una collaborazione costante con la "Venerabile Cappella Musicale di S.Maria in Campitelli" formazione di cantori professionisti, musicisti e musicologi che si dedicano alla ricerca ed esecuzione di compositori inediti e salvaguardia del repertorio rinascimentale e barocco. 
Con la "Venerabile Cappella musicale di S.Maria in Campitelli" ha eseguito e registrato varie composizioni del XVII secolo, Bonaventura Rubino, Orazio Benevoli di cui la complessa “Missa in Angustia Pestilentia” a 16 voci.
È stato organista titolare della chiesa di S. Andrea al Quirinale in Roma,  Maestro di Cappella di S. Maria ad Martyres Pantheon.
È artista stabile del coro lirico del Teatro dell’Opera di Roma.
Attualmente è Maestro di Cappella e organista titolare della Chiesa di Santa Maria in Portico in Campitelli in Roma.

## Opere

### Saggi e Pubblicazioni
- «Architettura e Canto nella Roma del Seicento», Prassi esecutiva dei cantori al tempo del magistero di Orazio Benevoli[5][6]

### Incisioni
- Bonaventura Rubino, Missa de Morti per 5 voci. Edizioni Tactus Cod: TC.601803 Archiviato il 20 settembre 2020 in Internet Archive.
- Orazio Benevoli, Missa «In Angustia Pestilentiæ» per 16 voci e organo. Edizioni Tactus Cod .: TC.600201 Archiviato il 16 settembre 2020 in Internet Archive.
- Francesco Giovannini, Messa à Quattro Breve Concertata per coro e organo. Edizioni Tactus Cod .: TC.700703